# Mortal de necessitat
"Mortal de necessitat" (títol original en anglès "What You Need") és el dotzè episodi de la sèrie de televisió d’antologia La Dimensió Desconeguda. Es va emetre originalment el Nadal de 1959 a la cadena CBS. Es basa en el conte homònim de Lewis Padgett (Henry Kuttner i C. L. Moore), que es va publicar al número d'octubre de 1945 d'Astounding Science Fiction. H estat doblat al català i emès per TV3

## Narració d'obertura
| « | Esteu mirant el senyor Fred Renard, que porta a l'espatlla un xip de la mida del deute nacional. Aquest és un home amargat, un home sense amics, un home solitari, un home angoixat, compulsiu i nerviós. Aquest és un home que ha viscut trenta-sis anys sense distinció, sense sentit, sense objectius, carregats de fracàs i que en aquest moment busca una escapada —qualsevol escapada, qualsevol manera, qualsevol cosa, qualsevol— per sortir de la rutina. I aquest vell petit és el que el senyor Renard està esperant. | » |

## Argument
Un venedor ambulant anomenat Pedott porta un estoig d'articles des dels quals pot donar a la gent el que necessiten abans que ho necessitin. Entrant a un bar, regala a una dona un vial de líquid de neteja i a un exjugador de beisbol empobrit un bitllet d'autobús a Scranton, Pennsilvània. Moments més tard, aquest rep una trucada telefònica pel telèfon públic convidant-lo a acceptar un càrrec d'entrenador a un equip a Scranton. Després de notar una taca a la jaqueta que vol treure abans d'anar-hi, la dona amb el líquid de neteja l'ajuda i la parella s'atreu l'un a l'altre.
Espiant el que ha passat, un home frustrat, arrogant i sense èxit anomenat Fred Renard demana a Pedott que li doni el que necessita i rep unes tisores. Renard aviat les utilitza per alliberar-se després que la seva bufanda quedi atrapada en un conjunt de portes de l'ascensor. Quan torna a demanar alguna cosa que necessita a en Pedott, rep una pluma estilogràfica amb fuites, que prediu un guanyador en carreres de cavalls després que la seva última gota de tinta caigui sobre la columna de curses de diaris.
Incapaç de fer servir la ploma per predir més guanyadors, Renard s'enfronta amb ira en Pedott, que revela que només proporciona articles que la gent necessita utilitzar una vegada i que no pot proporcionar coses com ara serenitat i tranquil·litat. Renard demana a Pedott que li proporcioni una altra cosa que necessita, fent que aquest últim miri nerviós el seu cas. Suposant que la mirada ha indicat el que necessita, Renard agafa un parell de sabates de l'estoig i se les posa, només per trobar que estan massa ajustades i tenen soles relliscoses. Quan Pedott diu que en realitat són el que necessita, Renard avança cap a ell, però rellisca sobre el paviment humit i és atropellat i mort per un cotxe que passa. Pedott revela llavors que havia previst la seva pròpia mort i va permetre a Renard robar les sabates per evitar-ho. Quan se'n va, regala una pinta a un home, que l'utilitza per netejar-se els cabells abans que ell i la seva dona siguin fotografiats per a una notícia sobre l'accident.

## Narració de cloenda
| « | Escena de carrer, nit. Accident de tràfic. Víctima que es deia Fred Renard, un cavaller de cara amarga a qui la satisfacció arribava amb dificultat. Fred Renard, que va agafar tot el que calia, a la Dimensió Desconeguda. | » |

## Repartiment
- Steve Cochran com a Fred Renard
- Ernest Truex com a Pedott
- Arline Sax com a noia al bar
- Read Morgan com a Lefty[2]

## Informació de producció
La història original presentava una màquina que podia predir el futur probable d'un individu. A la història, l'home és propietari d'una botiga on té una màquina així i després dona a la gent el que necessita per oferir els millors resultats possibles; a més, el personatge de Renard no és mort per un cotxe sinó per caure d'una plataforma del metro mentre un tren entra a l'estació. Aquesta versió de la història es va emetre en un episodi de 1952 de la sèrie d'antologia Tales of Tomorrow, canviant la mort del personatge de Renard d'una caiguda a ser atropellat per un cotxe. Per a la seva versió, Serling va substituir l'element de ciència-ficció per un venedor ambulant que podia realitzar màgicament la mateixa funció.
El pla final abans del primer anunci (mentre Serling conclou la seva narració) es reprodueix realment al revés; mirant amb atenció, es veu com el fum torna a la cigarreta de Renard.
Durant l'escena a l'habitació d'hotel del senyor Renard, un grum li porta un diari. Aleshores, Renard l'obre i l'estén a terra. El moviment és ràpid, però la portada del diari és visible, la qual cosa indica que és la mateixa portada que s'utilitza en un altre episodi de La Dimensió Desconeguda, "Temps per a ell, a la fi". El titular diu "H-Bomb Capable of Total Destruction". Un cop Renard obre el diari i mira la pàgina de curses, apareixen diversos innside jokes o ous de pasqua en els noms dels jockeys de la llista, que inclouen "Serling", " Clemens" (referència al director de fotografia George Clemens), "Houghton" (referència al productor Buck Houghton), "Butler" (referència al decorador d'escenografia Rudy Butler) i "Denault" (referència a l'assistent de direcció Edward Denault).